# 四乙基铵盐
四乙基铵阳离子 ，化学式N(C
2H
5)+
4或NEt+
4，是一种季铵阳离子，由四个乙基和氮阳离子组成。四乙基铵盐则是四乙基铵阳离子形成的盐。它是研究实验室中用来制备无机离子脂质盐的一种平衡离子。它的用处类似四丁基铵盐，不过四乙基铵盐的亲脂性更低，更易结晶。

## 制备
四乙基氯化铵可以由三乙胺和氯乙烷反应而成。
Et3N + EtX → Et4N+X−
这个方法对四乙基碘化铵 (X = I)也适用。
大部分四乙基铵盐都是由复分解反应制备的。举个例子，四乙基高氯酸铵是由可溶的四乙基溴化铵和高氯酸钠在水中反应，形成不溶的四乙基高氯酸铵沉淀而成的：
Et4N+Br− + Na+[ClO4]− → Na+Br− + Et4N+[ClO4]−
其它例子包括四乙基氰化铵 (Et4NCN)和三氯合锡(II)酸四乙基铵 (Et4NSnCl3)。在某些情况下，阴离子是不能在水中产生的，像是四面体型的 [NiCl4]2−。

## 性质
四乙基铵阳离子的有效半径是 ~0.45 nm，可以和水合的 K+ 离子比较。四乙基铵阳离子的离子半径是 0.385 nm，而这个离子的多个热力学参数已被记录。

## 用处
四甲基铵盐的主要化学特征是它们能够参与涉及相转移的过程，例如相转移催化剂。
四乙基氟硼酸铵和四乙基甲磺酸铵可以用作双电层电容器的有机电解质。
四乙基卤化铵和四乙基氢氧化铵可以用来制造沸石。